# Śmieszka (rzeka)
Śmieszka (Moszczanka) – rzeka, lewy dopływ Smortawy o długości 23,23 km. Płynie przez Śmiechowice, Lubszę, ujście w okolicy wsi Błota.